# Cristóvão de Aguiar
Luís Cristóvão Dias de Aguiar, de seu nome literário Cristóvão de Aguiar ComIH • MCC (Pico da Pedra, Ribeira Grande, 8 de setembro de 1940 – Coimbra, 5 de outubro de 2021), foi um escritor português.

## Biografia
Depois de Vitorino Nemésio, é considerado o maior escritor da literatura de autores açorianos e um dos de maior importância no panorama da literatura portuguesa contemporânea.[carece de fontes?]
Licenciou-se em Filologia Germânica pela Faculdade de Letras da Universidade de Coimbra, que frequentou de 1960 a 1971. Cumpriu o serviço militar na Guiné Portuguesa, de 1965 a 1967, período durante o qual teve de interromper os seus estudos e pelo qual recebeu a Medalha Comemorativa da Campanha. Tornou-se leitor de Língua Inglesa na Universidade de Coimbra em 1972. Foi redator e colaborador da revista Vértice.
Foi agraciado com o grau de Comendador da Ordem do Infante D. Henrique em 3 de setembro de 2001 e homenageado pela Faculdade de Letras e Reitoria da Universidade de Coimbra em 2005, por ocasião dos quarenta anos da sua vida literária, tendo sido publicado um livro, "Homenagem a Cristóvão de Aguiar", coordenado pela Prof. Doutora Ana Paula Arnaut, o qual contém a generalidade das críticas e ensaios publicados sobre a obra do autor durante a sua vida literária.[carece de fontes?]
A trilogia romanesca Raiz Comovida (1978-1981), acerca das comunidades açorianas, da emigração e da guerra colonial na Guiné, é a sua obra mais importante.[carece de fontes?] Merece também realce a sua Relação de Bordo (1999-2004), em três volumes, um dos mais interessantes diários da literatura portuguesa.[carece de fontes?]
Morreu a 5 de outubro de 2021, em Coimbra, aos 81 anos de idade.

## Obras
Poesia: 
- Mãos vazias (poesia, 1965);
- O Pão da Palavra (1977);
- Sonetos de Amor Ilhéu (1992)[4]

Prosa:
- Cães letrados, contos (2008)[4]
- Braço tatuado, retalhos da Guerra Colonial, 2006 [4]
- Ciclone de Setembro, 1985, romance ou o que lhe queiram chamar [4]
- Grito em chamas, 1995, memórias[4]
- Passageiro em trânsito, 1988[4]
- Marilha, sequência narrativa (inclui "Ciclone de Setembro e Grito em Chamas".7[4]
- Com Paulo Quintela à mesa da tertúlia, nótulas biográficas [4]
- A descoberta da cidade e outras histórias, 1992 [4]
- Miguel Torga - o lavrador das letras, 2007, no I centenário do nascimento do Autor
- Catarse, diálogo epistolar em forma de romance (escrito em colaboração com Francisco de Aguiar)
- Charlas sobre a Língua Portuguesa - alguns dos deslizes mais comuns de linguagem, 2007
- Trasfega, casos e contos, 2003, (Prémio Miguel Torga, 2002)
- A Tabuada do Tempo - a lenta narrativa dos dias (Prémio Miguel Torga, 2006)
- O Coração da Memória, 2014

Traduções:
- A Riqueza das Nações, de Adam Smith, 1982
- A Nobre Arquitetura, de António Arnaut (Versão de português para inglês), 1982

## Prémios
- Prémio Ricardo Malheiros com Raiz Comovida"[5]
- Grande Prémio de Literatura Biográfica com Relação de Bordo[5]
- Prémio Literário Miguel Torga com Trasfega (2002) e com A Tabuada do Tempo (2006) [4]